# Ignacy Mościcki
Pour les articles homonymes, voir Mościczki (homonymie).
Ignacy Mościcki, né le 1er décembre 1867 à Mierzanowo et mort le 2 octobre 1946 à Versoix en Suisse, est un chimiste et homme d'État polonais. Il est président de la République de 1926 à 1939.

## Biographie

### Jeunesse et études
Ignacy Mościcki est né à Mierzanowo, un petit village près de Ciechanów en Pologne, alors dans le Royaume du Congrès, bientôt intégré à l'Empire russe. Après avoir fréquenté l'école à Varsovie, il étudie la chimie à l'université technique de Riga, où il rejoint l'organisation clandestine de gauche Proletariat.

### Carrière professionnelle
Après avoir terminé ses études, il retourne à Varsovie où, menacé d'exil en Sibérie par la police secrète du tsar, il est forcé d'émigrer à Londres en 1892. Quatre ans plus tard, il devient assistant à l'université de Fribourg, en Suisse, où il développe une méthode de production bon marché d'acide nitrique. En 1903, il fonde la Société des condensateurs de Fribourg dont le but est de fournir une gestion optimale des composants électriques. En 1912, il déménage à Lviv où il accepte une chaire de chimie à l'université nationale polytechnique, dont il est élu recteur en 1925, avant de retourner poursuivre ses recherches à l'Université de technologie de Varsovie.

### Parcours politique

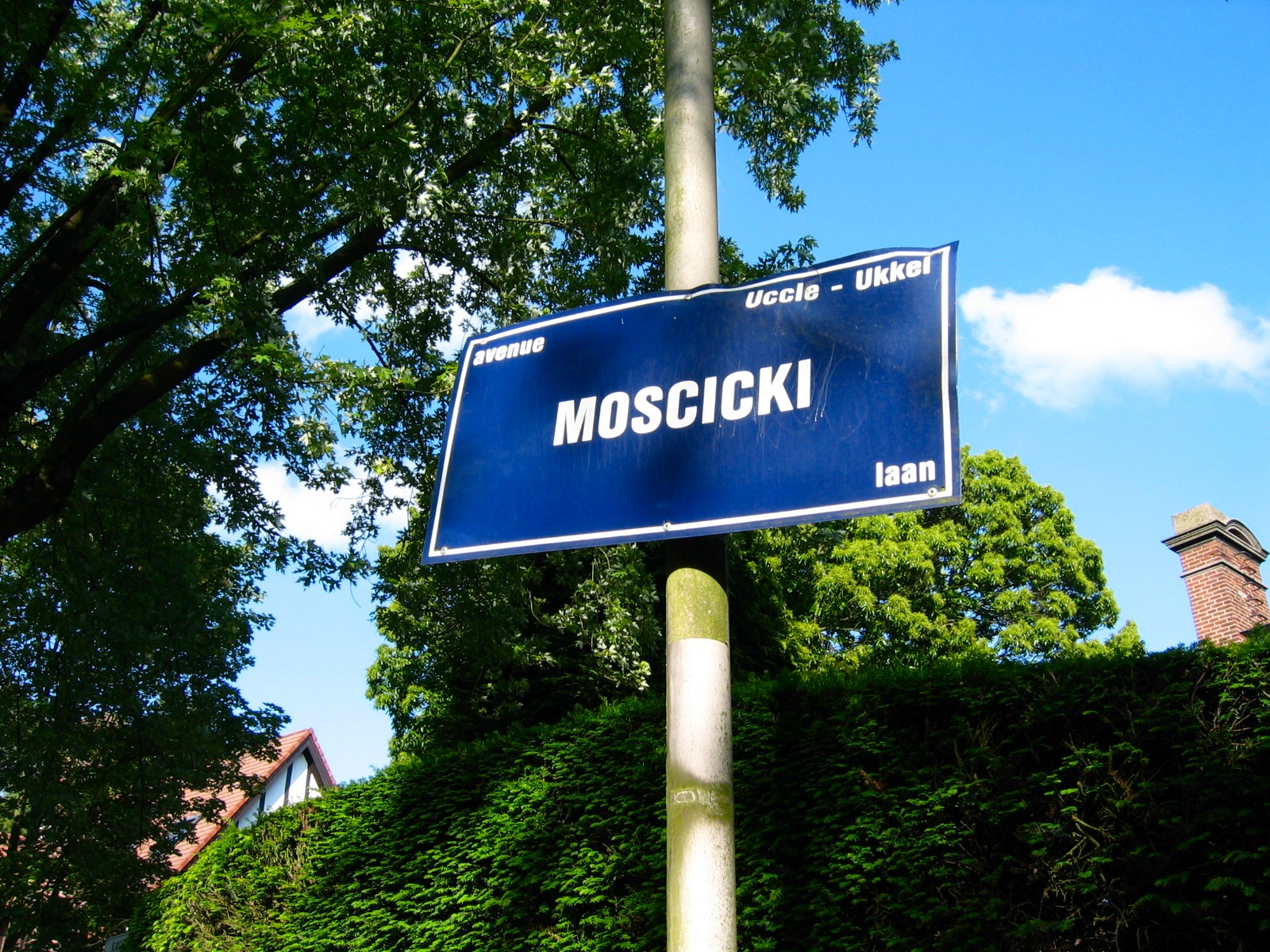
L'avenue Mościcki, à Uccle en Belgique.

Après le coup d'État du maréchal Józef Piłsudski, il est élu le 1er juin 1926, président de la Pologne par le Parlement sur proposition de Piłsudski lui-même. Jusqu'à la mort de ce dernier en mai 1935, Mościcki ne détient aucun pouvoir réel, la direction du pays étant assurée dans les faits par Piłsudski. Mościcki bénéficie alors de la nouvelle constitution polonaise dite la Constitution d'avril, mise en place par Piłsudski, qui lui attribue des pouvoirs importants, comme la dissolution, le veto ou les principales nominations, ainsi qu'une disposition particulière lui permettant de nommer son successeur en cas de guerre.
Après la double invasion allemande et soviétique, en septembre 1939, le président Mościcki se réfugie en Roumanie, où il est interné sur pression allemande. Il choisit alors de démissionner et transfère le pouvoir à Władysław Raczkiewicz, conformément à la Constitution qui lui donne le droit de désigner son successeur si le pays est en état de guerre. Invoquant alors sa nationalité suisse acquise lors de ses fonctions à l'université de Fribourg, il s'installe à Genève.
Il meurt en 1946 à Versoix. Il est enterré dans la Cathédrale Saint-Jean de Varsovie en 1993.

## Honneurs et distinctions
- Commandeur avec étoile de l'ordre Polonia Restituta
- Croix de l'Indépendance avec épées